# Horst Weidenmüller

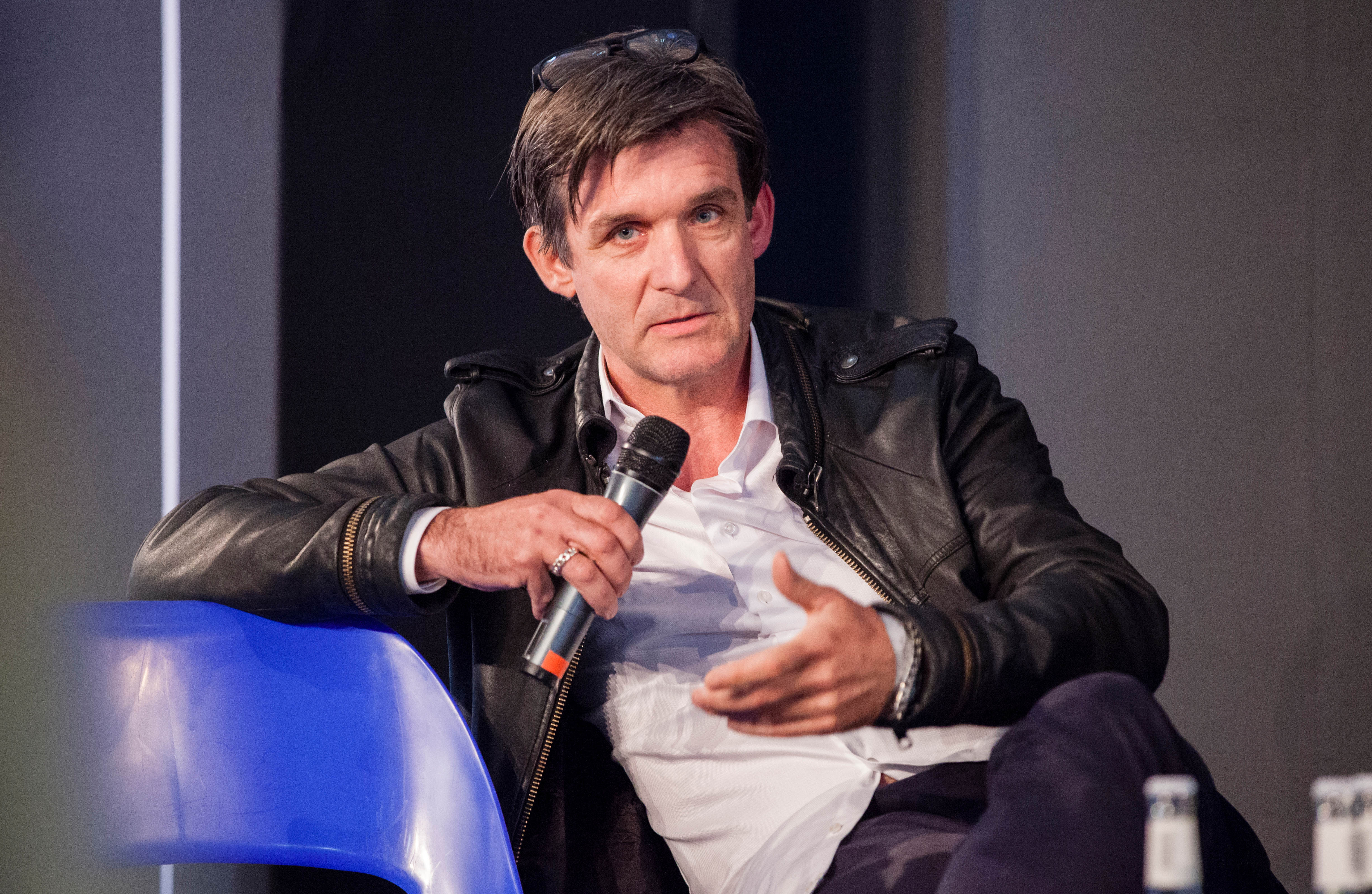
Horst Weidenmüller auf der re:publica 2016

Horst Weidenmüller (* 1964 in Basel; † vor oder am 10. Februar 2025) war ein Schweizer Labelbetreiber und Geschäftsführer der K7 Music GmbH.

## Leben
Weidenmüller wurde in Basel geboren und zog 1982 nach Berlin. Dort wurde er Teil der Punk-Szene und gründete 1985 die Firma Studio K7, mit der er Konzerte von bekannten Punk-Künstlern wie Nick Cave oder Einstürzende Neubauten filmte und auf VHS-Kassette an lokale und internationale Musik-Cafés verkaufte, zum Beispiel an das Café Swing am Nollendorfplatz. Ende der 1980er fokussierte er sich auf Techno und aus der Videoproduktion entstand 1992 die Reihe X-Mix, die DJ-Sets von Künstlern wie Richie Hawtin, Laurent Garnier oder Dave Clark mit Computeranimationen verband, und auf MTV gezeigt wurde. 1993 startete Weidenmüller die DJ-Kicks Mixtapes, die ganze DJ-Sets von bekannten DJs veröffentlichte und immer noch fortgeführt wird.
1996 gründete Weidenmüller das Label !K7, das benannt wurde nach dem Gründungsort am Kaiserdamm 7. In den folgenden Jahren baute er die Gruppe um !K7 weiter aus, unter anderem mit der Gründung der Labels Rapster Records (2001) oder 7K! (2018) für Neoklassik mit Künstlern wie Luca D’Alberto, Niklas Paschburg und Henrik Schwarz. 2003 wurde der Bereich Label & Artist Services gegründet, der unabhängige Labels und Künstler unterstützt. 2019 gründete Weidenmüller gemeinsam mit Steve Abbott das Jazz-Label Ever Records.
2012 wurde zum Anlass des 28. Geburtstags des Labels ein Zusammenschnitt aus Archiv-Videos im Stadtbad Wedding gezeigt. 2013 wurde ebenfalls im Stadtbad eine audiovisuelle Installation mit Live DJ-Sets und Videos der X-Mixe veranstaltet.
Weidenmüller war ab 2003 im Vorstand von Impala (Independent Music Companies Association) und im Vorstand von Merlin seit 2008. Er war ebenfalls Vorstandsmitglied vom VUT (Verband unabhängiger Musikunternehmer) sowie von WIN (Worldwide Independent Network). Er war außerdem Gründungsmitglied der Berlin Music Commission und der Association for Electronic Music.
Die Weidenmüllers !K7 Gruppe umfasste bis zu seinem Tod die Inhouse-Labels !K7, AUS, 7K!, Strut und Ever Records, außerdem einen Artist Management Bereich, und hatte Büros in Berlin, London und New York City. Über die Jahre von K7 arbeitete Weidenmüller u. a. mit den Künstlern Tricky, Kruder & Dorfmeister, Matthew Herbert, Fat Freddy’s Drop, Mykki Blanco, Peggy Gou, Whitest Boy Alive, Forest Swords, Moodymann, Henrik Schwarz, Carl Craig, Einstürzende Neubauten, Grandmaster Flash, Hercules & Love Affair und Madlib.

## Diskografie (Executive Producer)
- 2017: Luca D’Alberto - Endless[14]
- 2018: Niklas Paschburg - Oceanic[15]
- 2018: Henrik Schwarz - Scripted Orkestra
- 2018: Luca D’Alberto - Exile
- 2019: Henrik Schwarz & Alma Quartett - Plunderphonia

## Publikationen
- 2019: Tricky: Hell Is Round the Corner: The Unique No-Holds Barred Autobiography, Blink Publishing, ISBN 978-1-78870-222-5.